# Agostino Bertani
Pour les articles homonymes, voir Bertani.
Agostino Bertani (né à Milan le 19 octobre 1812, mort à Rome le 10 avril 1886) est un médecin, un homme politique et un patriote italien.

## Biographie
Agostino Bertani obtient son diplôme de médecin à l'université de Pavie. À partir de 1840 il occupe le poste de chirurgien à l'hôpital Maggiore de Milan et il fonde, en 1842, la Gazzetta Medica.
Ami de  Mazzini, et encore plus de Carlo Cattaneo, il est parmi les organisateurs et les participants des cinq journées de Milan (1848); dès lors, il sera l'organisateur infatigable de l'assistance aux blessés dans presque toutes les grandes expéditions militaires des guerres d'indépendances.
En 1849 il est à Rome pour soutenir la République romaine en qualité de  médecin où il soigne Goffredo Mameli, l'auteur de l'hymne italien, blessé à la jambe gauche lors d'un assaut à la baïonnette durant le siège de Rome. La blessure semble légère mais une infection grave se développe qui oblige Bertani à amputer la jambe, en vain, parce que l'infection sera fatale à Mameli.
Après s'être exilé en Suisse, Bertani s'installe à Gênes où il fonde avec le soutien de Mazzini, un comité militaire pour l'indépendance et l'unification de l'Italie.
Il est élu député de la VIe à la VIIe législature du royaume de Sardaigne. Tout en restant fidèle à ses principes républicains, en 1859, il demande, avec ses amis exilés, d'apporter un soutien loyal au gouvernement piémontais. Il participe à la deuxième guerre d'indépendance en tant que médecin dans le corps des volontaires de Garibaldi.
En 1860, il suit celui-ci à Palerme et à Naples pendant l'expédition des Mille et il est nommé pro-dictateur de Sicile. Il joue un rôle important dans la collecte d'aides destinées à Garibaldi. En tant que secrétaire général, il contresigne les décrets du dictateur Garibaldi, ce qui lui vaut l'hostilité de Cavour et des généraux de Garibaldi. Il est remplacé par Pallavicino. En 1861, il est élu au parlement du royaume d'Italie, il siège sur les bancs de la gauche historique, impliqué dans d'âpres polémiques. Il s'oppose à l'expédition d'Aspromonte de 1862 sur Rome, mais il est reste un ami de Garibaldi et est de nouveau à ses côtés durant  l'invasion du Trentin (1866) ayant la responsabilité du service médical. Il participe aussi à la bataille de Mentana de 1867.
Vers 1866, il  entre en franc-maçonnerie dans le Grand Orient d'Italie  dans la loge « Progresso sociale » de Florence, et en 1833 il a appartenu à la loge  « Propaganda Massonica » de Rome, en 1885 il a été élu conseiller de l’ordre et il a été membre du comité d'honneur pour l'érection du monument à Giordano Bruno.
Après la prise de Rome en 1870 il devient de plus en plus la référence à la gauche extraparlementaire républicaine et mazzinienne. Il s'engage dans la conciliation entre les instances républicaines et une évolution  de la monarchie vers la démocratie. Tout en conservant son idéal républicain, Bertani est opposé à l'abstentionnisme préconisé par la plupart des disciples de Mazzini, et il juge toujours préférable de mener la lutte démocratique dans le cadre des institutions.
Après s'être opposé aux gouvernements de la droite historique, Bertani prend également ses distances avec la gauche de Agostino Depretis - dont il condamne la pratique politique et morale de transformisme - et, le 26 mai 1877, il crée un groupe parlementaire distinct d'«extrême gauche», qui deviendra l'Extrême gauche historique. Par la suite il soutient le gouvernement Cairoli I. Par son action, il est considéré comme le fondateur du Parti radical historique, dont il sera le leader jusqu'à l'arrivée de Felice Cavallotti.
Bertani est le promoteur de l'enquête parlementaire sur la situation des ouvriers agricoles en Italie, il soutient l'abolition de la taxe à la mouture, il est partisan du suffrage universel et il s'occupe de questions d'éducation et d'hygiène publique. Au cours de sa carrière de député, il accorde une attention particulière aux problèmes liés à la santé, il intervient pour améliorer les conditions de détention de Giovanni Passannante anarchiste condamné à la prison à vie pour une tentative d'assassinat sur le roi Humbert Ier.
Il meurt à Rome en 1886.
Ses écrits politiques ont été recueillis et publiés dans Scritti e discorsi (1890) et il a également participé à la fondation du journal « La Riforma ».

## Monument
Un monument, œuvre de  Vincenzo Vela, a été inauguré le 30 avril 1888 à Milan <cfr www.cemeterieesroute.eu>, il était à l'origine situé sur l'actuelle place Donegani, mais il a été transféré plus tard sur la place des frères Bandiera, où on peut encore le voir  aujourd'hui.

## Sources
- (it) Cet article est partiellement ou en totalité issu de l’article de Wikipédia en italien intitulé « Agostino Bertani » (voir la liste des auteurs).